# 461

## Evenimente
- 19 noiembrie: Ilarie devine papă al Romei.

## Decese
- Leon I cel Mare, papă al Romei (n. 390)
- Sfântul Patriciu (Patrick), episcop irlandez, sfânt patron al Irlandei și Islandei (n. ?)